# Cameroon tại Thế vận hội
Cameroon tham gia Thế vận hội lần đầu vào năm 1964, và đã tham gia liên tục các kỳ Thế vận hội Mùa hè kể từ đó. Ở Thế vận hội Mùa hè 1976, quốc gia này đã rút khỏi đại hội sau 3 ngày thi đấu để hưởng ứng phong trào tẩy chay đang lan rộng ở châu Phi nhằm vào New Zealand - nước cũng góp mặt trong kỳ Olympic trên - do New Zealand đã có một tour thi đấu thể thao tại Nam Phi và có những hành động bị cho là ủng hộ chính quyền Apartheid đương nhiệm lúc đó. Cameroon từng tham dự Thế vận hội Mùa đông vào năm 2002 với một đại diện duy nhất là Isaac Menyoli.
Các vận động viên đoàn Cameroon đã giành được tổng cộng 6 tấm huy chương trong lịch sử Thế vận hội, trong đó có một huy chương vàng bóng đá nam tại Thế vận hội Mùa hè 2000.
Ủy ban Olympic quốc gia của Cameroon đã được thành lập năm 1963.

## Bảng huy chương

### Huy chương tại các kỳ Thế vận hội Mùa hè
| Thế vận hội           | Số VĐV        | Vàng          | Bạc           | Đồng          | Tổng số       | Xếp hạng      |
| 1896–1960             | không tham dự | không tham dự | không tham dự | không tham dự | không tham dự | không tham dự |
| Tokyo 1964            | 1             | 0             | 0             | 0             | 0             | –             |
| Thành phố México 1968 | 5             | 0             | 1             | 0             | 1             | 39            |
| München 1972          | 11            | 0             | 0             | 0             | 0             | –             |
| Montréal 1976         | 8             | 0             | 0             | 0             | 0             | –             |
| Moskva 1980           | 25            | 0             | 0             | 0             | 0             | –             |
| Los Angeles 1984      | 48            | 0             | 0             | 1             | 1             | 43            |
| Seoul 1988            | 15            | 0             | 0             | 0             | 0             | –             |
| Barcelona 1992        | 8             | 0             | 0             | 0             | 0             | –             |
| Atlanta 1996          | 15            | 0             | 0             | 0             | 0             | –             |
| Sydney 2000           | 35            | 1             | 0             | 0             | 1             | 50            |
| Athens 2004           | 17            | 1             | 0             | 0             | 1             | 54            |
| Bắc Kinh 2008         | 33            | 1             | 0             | 0             | 1             | 52            |
| Luân Đôn 2012         | 33            | 0             | 0             | 1             | 1             | 78            |
| Rio de Janeiro 2016   | 24            | 0             | 0             | 0             | 0             | –             |
| Tokyo 2020            | chưa diễn ra  |               |               |               |               |               |
| Tổng số               | Tổng số       | 3             | 1             | 2             | 6             | 74            |

### Huy chương tại các kỳ Thế vận hội Mùa đông
| Thế vận hội              | Số VĐV        | Vàng         | Bạc          | Đồng         | Tổng số      | Xếp hạng     |
| Thành phố Salt Lake 2002 | 1             | 0            | 0            | 0            | 0            | –            |
| Torino 2006              | không tham dự |              |              |              |              |              |
| Vancouver 2010           | không tham dự |              |              |              |              |              |
| Sochi 2014               | không tham dự |              |              |              |              |              |
| Pyeongchang 2018         | không tham dự |              |              |              |              |              |
| Bắc Kinh 2022            | chưa diễn ra  | chưa diễn ra | chưa diễn ra | chưa diễn ra | chưa diễn ra | chưa diễn ra |
| Tổng số                  | Tổng số       | 0            | 0            | 0            | 0            | –            |

### Huy chương theo môn thể thao
| Điền kinh | 2 | 0 | 0 | 2 |
| Bóng đá   | 1 | 0 | 0 | 1 |
| Quyền Anh | 0 | 1 | 1 | 2 |
| Cử tạ     | 0 | 0 | 1 | 1 |
| Tổng số   | 3 | 1 | 2 | 6 |

## Các vận động viên giành huy chương
| Huy chương | Tên vận động viên      | Thế vận hội           | Môn thể thao | Nội dung             |
| ---------- | ---------------------- | --------------------- | ------------ | -------------------- |
| Bạc        | Joseph Bessala         | Thành phố México 1968 | Quyền Anh    | Hạng bán trung (nam) |
| Đồng       | Martin Ndongo-Ebanga   | Los Angeles 1984      | Quyền Anh    | Hạng nhẹ (nam)       |
| Vàng       | Đội tuyển bóng đá nam  | Sydney 2000           | Bóng đá      | Bóng đá nam          |
| Vàng       | Françoise Mbango Etone | Athens 2004           | Điền kinh    | Nhảy xa 3 bước (nữ)  |
| Vàng       | Françoise Mbango Etone | Bắc Kinh 2008         | Điền kinh    | Nhảy xa 3 bước (nữ)  |
| Đồng       | Madias Nzesso          | Luân Đôn 2012         | Cử tạ        | Hạng cân 75 kg (nữ)  |